# ザーヤンデルード川

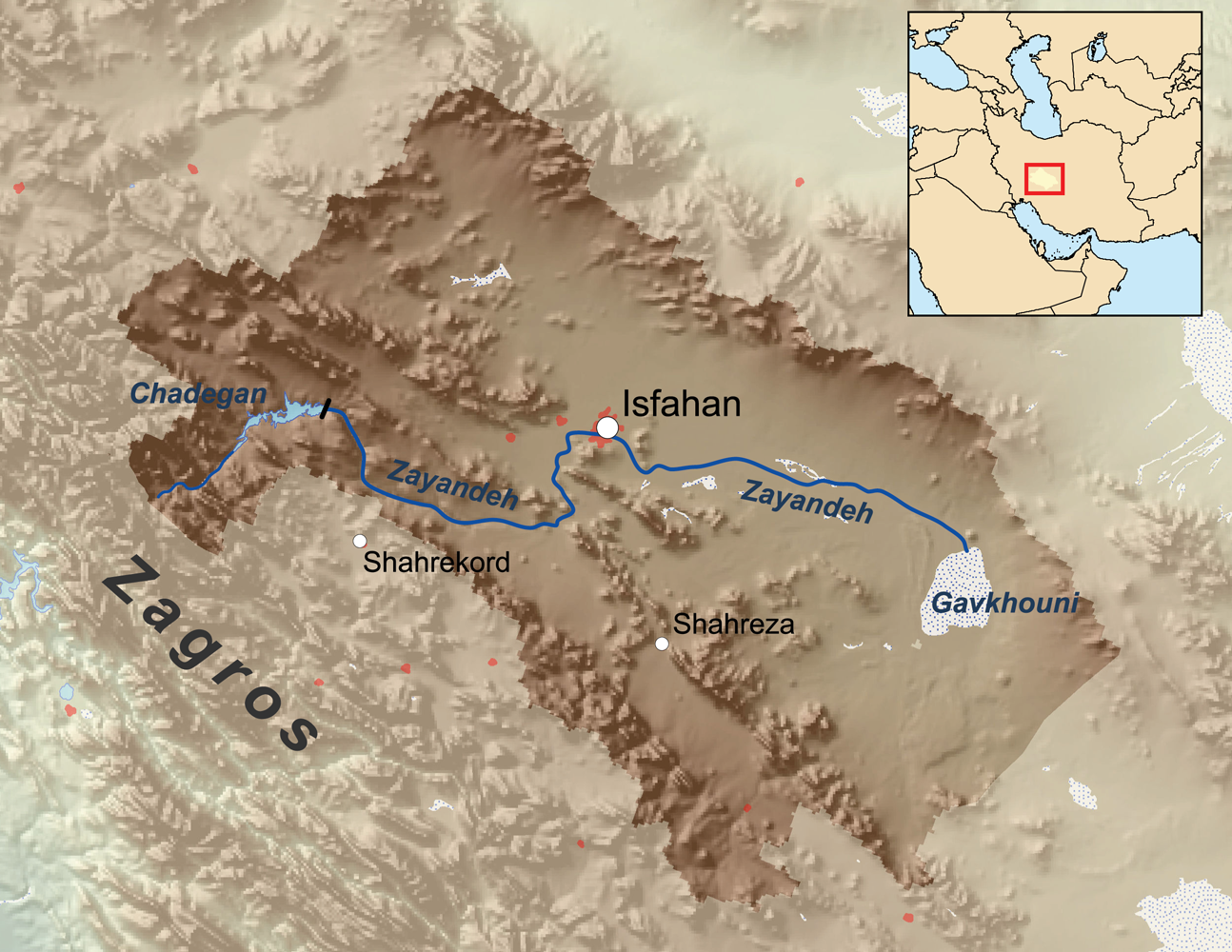
ザーヤンデルード川とザーヤンデ/ガーヴフーニー流域の地図。

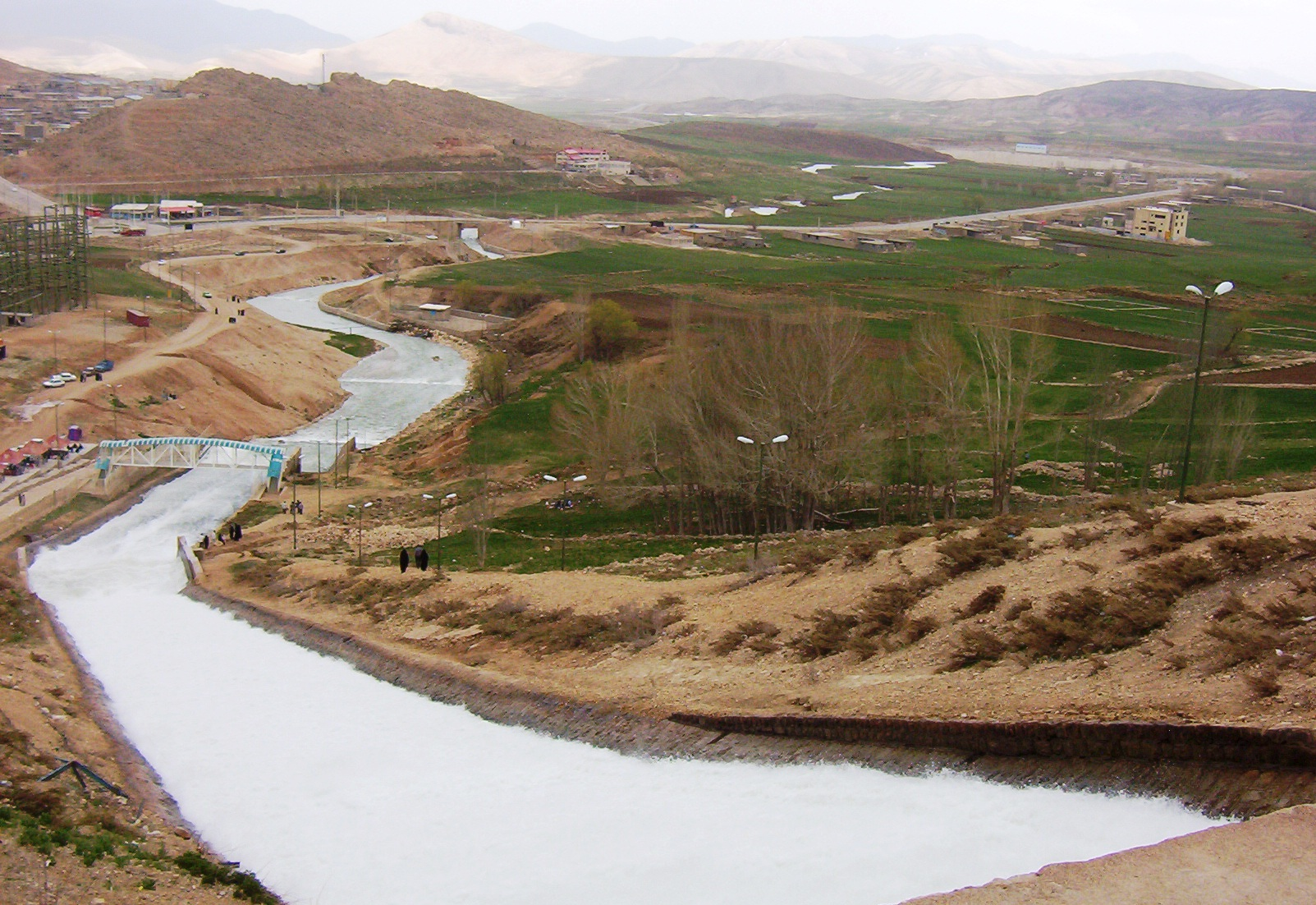
ザーヤンデルード川の水源である、ザグロス山脈中から地下水を抜き出すクーフラング・トンネル (Koohrang tunnel)。

ザーヤンデルード川（ザーヤンデルードがわ、زاینده‌رود [zɑːjændɛrʊːd]、ペルシア語: Zāyanderud）ないしパーヤンデルード川（ペルシア語: Pāyanderūd）は、イラン中央部のイラン高原における最大の河川で、名称の「ザーヤンデ（زاینده [zɑːjændɛ]」は「命を与える者」、「ルード（رود [rʊːd]）」は「川」を意味し、ラテン文字では Zayandeh-Rood、Zayanderood とも綴られる。日本語ではザーヤンデ川、ザーヤンデ・ルード川などと表記されることもある。

## 地理
ザーヤンデルード川は、チャハール＝マハール・バフティヤーリー州にあるザグロス山脈の支脈ザルドクーフに源を発する。そこから東方へ400キロメートル (249 mi)流れ、エスファハーンの南東に位置する、季節によって現れる塩湖であるガーヴフーニーの沼地に至る。かつては、季節的にしか流れがない大多数のイランの河川とは異なり、年間を通して相当の流量があったが、現代ではエスファハーンに到達する以前に取水によって流れが枯れてしまう時期もある。2010年代前半には、強い乾期が何年も続いたため、下流部が完全に干上がってしまった 。ヨシの植生があるガーヴフーニー一帯は1975年にラムサール条約登録地となった。
ザーヤンデルード川の流域は、41,500平方キロメートル (16,000 sq mi)、標高は3,974メートル (13,038 ft)から1,466メートル (4,810 ft)の範囲であり、年平均の降水量は130ミリメートル (5 in)、月平均気温は3 °C (37 °F)から29 °C (84 °F)の間で変動する。流域には、2,700平方キロメートル (1,000 sq mi)の灌漑地が広がっており、ザーヤンデルード川に9か所設けられたおもだった利水施設や、横方向から川に向かう谷筋にある井戸、カナート、湧水などから水を得ている。ザーヤンデルード川の水は、イラン中央部、特にエスファハーンやヤズド一帯の住民たちの生活を支えている。渇水が起こる前、人口一人あたり1日あたりの供給水量は、都市部で240リットル（63米ガロン/53英ガロン）、農村部で150リットル（44米ガロン/33英ガロン）であった。1970年代には、年間1.2立方キロメートル (0.3 cu mi)、1秒あたり38立方メートル (1,340 cu ft)と見積もられていた。

## 歴史
ザーヤンデルード川の川岸には、何千年にもわたって人々が定住していた。川沿いに人間が居住していたことを示す最も古い痕跡は、エスファハーン南西のディーズィーチェに近いガルエ・ボズィー洞窟遺跡で見つかる。4万年以上前、旧石器時代の狩猟民たち（ネアンデルタール人）がガルエ・ボズィー洞窟を季節的ないし一時的住居として使用し、動物を狩猟した痕跡である、石器や獣骨が見つかっている。先史時代の文化のひとつであるザーヤンデ川文化は、ザーヤンデルード川に沿った川岸で紀元前6千年紀に栄えた。
ザーヤンデルード川は、イランにおいて文化的にも経済的にも重要な都市であるエスファハーンを通って流れている。17世紀には、影響料の大きい学者で、サファヴィー朝の顧問を務めていたシェイフ・バハーイーが 、マーディ (maadi) という水路網を設計して建設し、エスファハーンの郊外にもザーヤンデルード川の水を給水した。ザーヤンデルード川の水は人口と経済の成長を促し、エスファハーンが影響力のある中心地となることを支え、砂漠の只中にあるエスファハーンの景観に緑の植栽をもたらした。
ザーヤンデルード川には、数多くのサファヴィー朝時代からの橋が架かっており、川は数多くの公園の中を流れていく。
ペルシア美術を専門とするアメリカ合衆国の考古学者、歴史学者であったアーサー・アッパム・ポープと、その妻フィリス・アッカーマン (Phyllis Ackerman) は、河岸の美しい場所に設けられた小さな墓に埋葬されている。イランや中央アジアの研究者であったアメリカ合衆国の学者リチャード・N・フライも、その同じ場所に埋葬されることを望んだ。

## 利水と分配

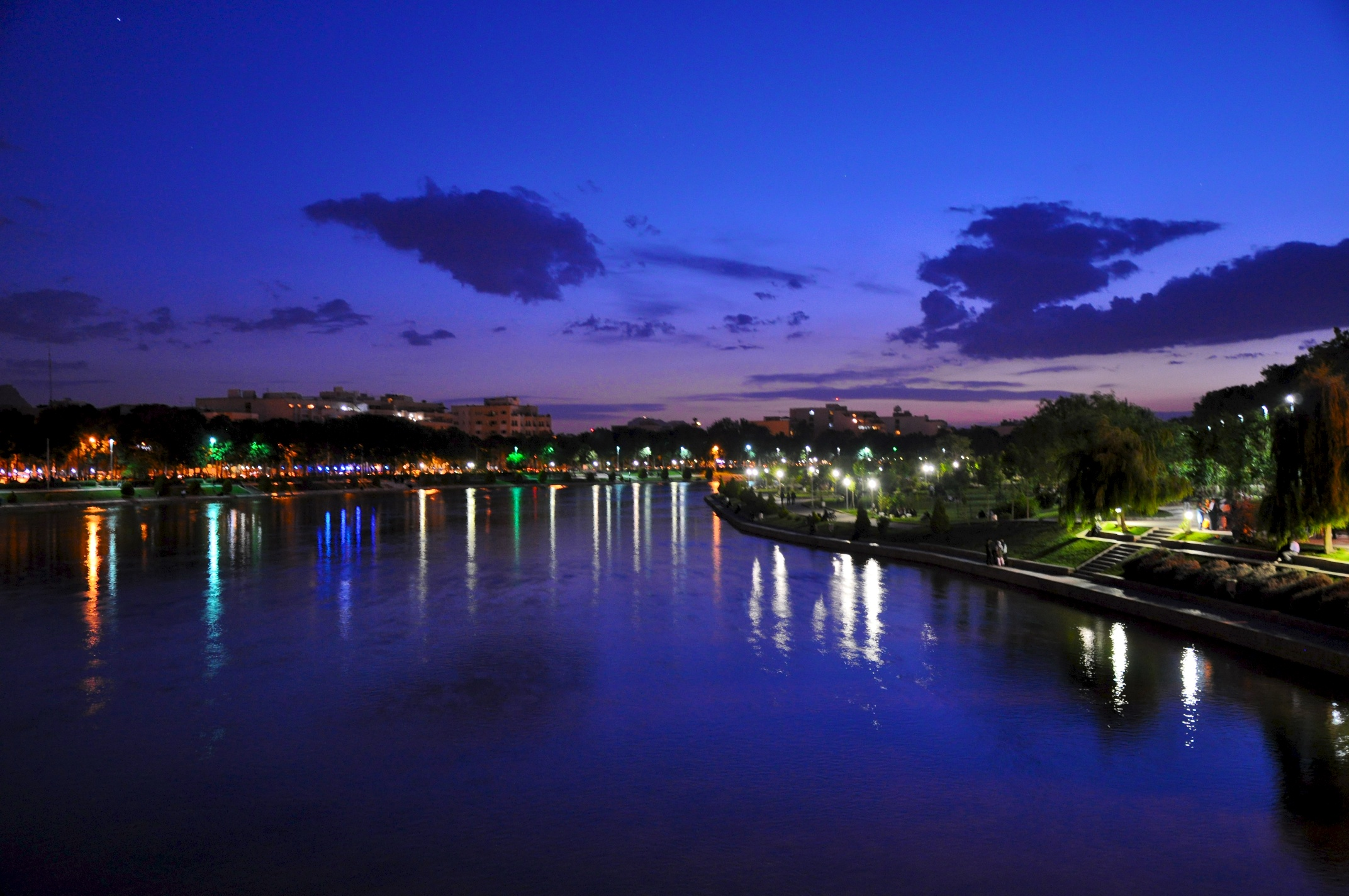
夕暮れのザーヤンデルード川。

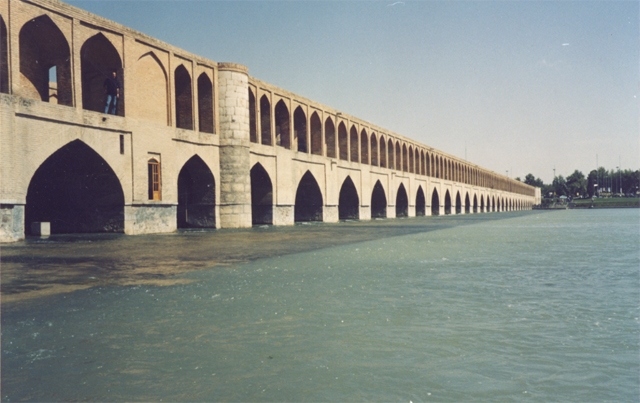
エスファハーンのスィー・オ・セ橋の下を流れるザーヤンデルード川。

1960年代まで、エスファハーン州では、水の分配に「トマール (Tomar)」が用いられており、文献資料によるとその起源は16世紀に遡るとされる。「トマール」はザーヤンデルード川の流れを33に分け、この地方の8つの主要な地区に分配していた。各地区では、水の流れを時間によって、あるいは、可変式の堰堤を用いて、水流の高さの変化に関わらず適切な比率で分配できるようにしている。
何世紀にもわたって、エスファハーンは周辺の肥沃な土地と繁栄ぶりで知られたオアシス都市であった。1960年代まで、工業用水の需要はごくわずかであり、限られた水資源は主に農業のために使われていた。流域における人口の増加と特にエスファハーン市内における生活水準の向上によって、水資源への圧力は着実に高まり、「トマール」による水の分配は維持できなくなっていった。大規模な製鉄所やその他の新しい産業の勃興によって、水需要は拡大した。
1972年のチャーデガーン貯水池ダム計画は、水流の安定化に役立つ大規模な水力発電の計画であった。当初このダムは、サファヴィー朝の最大の影響力をもった王、シャー・アッバース1世にちなんでシャー・アッバース・ダム (Shah Abbas Dam) と名付けられたが、1979年のイラン革命後にはザーヤンデルード・ダムと改称された。1972年、チャーデガーン貯水池は、ザーヤンデルード川の季節ごとの氾濫を防ぐ役に立っている。イラン暦の新年の時期には、放流量が増やされ、休日の時期にエスファハーンに川の流れが確保されるようになっている。
ザーヤンデルード川から取水された用水の80%は農業用水となり、10%は人間による消費（飲料水など、人口450万人の家庭の需要）、7%は工業用水としてエスファハーン製鉄会社やモバーラケ製鉄会社、エスファハーンの石油化学産業、製油所、発電所で使用され、3%はその他の用途で使われている。ザーヤンデルード川と同じくザグロス山脈に源を発するイラン最長の河川であるカールーン川から、数多くのトンネルを介してザーヤンデルード川へ導水する取り組み（クーフラング川計画）が進められてきた。これによって、エスファハーン県やヤズド県における人口増加や新たな産業へ水を供給することを可能にしてきた.。

## 架橋

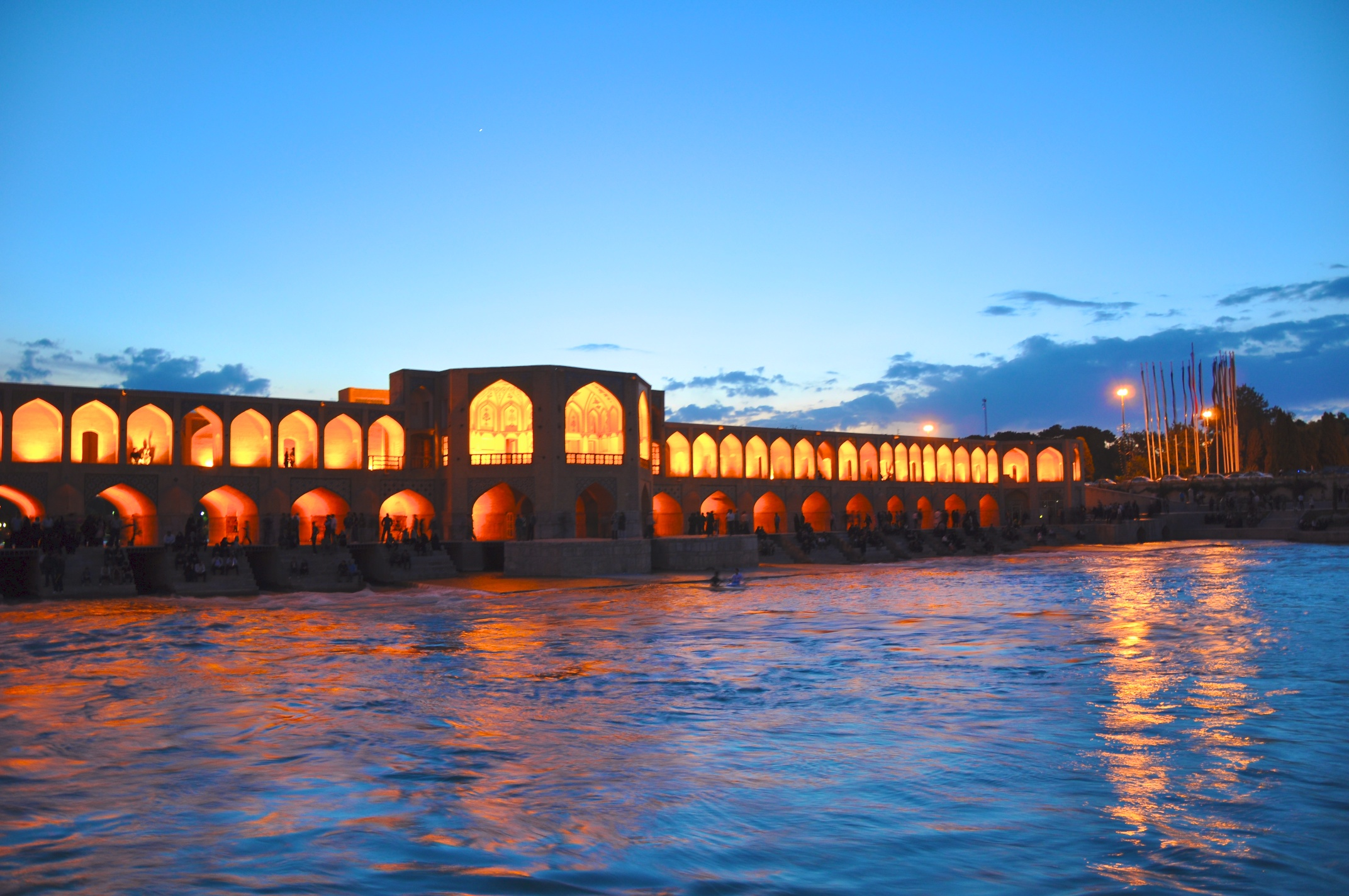
ハージュー橋。

ザーヤンデルード川には、古い橋、新しい橋 (pol) がいくつも架かっている。最も古いのは、5世紀に建造されたシャフレスターン橋で、現在も歩行者用の橋としてシャフレスターン (Sharestan) の村で利用されている。

### エスファハーン市にあるザーヤンデルード川に架かる橋
- マールナーン橋（英語版） - 1599年建造（歩行者用）
- ヴァヒード橋（英語版） - 1976年建造
- ヴァヒードII橋 (Vahid Bridge II) - 2007年建造
- フェレズィー橋（英語版） - 1950年代建造
- アーザル橋 (Azar Bridge) - 1976年建造
- スィー・オ・セ橋 - 1632年建造（歩行者用）
- フェルドウスィー橋 (Ferdosi Bridge) - 1980年代建造
- ジョイー橋（英語版） - 17世紀建造（チョビー橋ともいう）
- ハージュー橋（英語版） - 1650年建造（歩行者用）
- ボゾルグメヘル橋 (Bozorgmehr Bridge) - 1970年代建造
- ガディール橋 (Ghadir Bridge) - 2000年建造
- シャフレスターン橋（英語版） - 11世紀建造（礎石は5世紀に遡る）（歩行者用）